# George Kennedy
George Harris Kennedy, Jr. (født 18. februar 1925, død 28. februar 2016) var en amerikansk skuespiller. Han var kendt for en række biroller, og modtog en Oscar for bedste mandlige birolle som Dragline i filmen Skrappe Luke (1967). Han fik også en stjerne på Hollywood Walk of Fame.